# Hinglajgarh
Hinglajgarh (hindi: हिंगलाजगढ़ Hinglah Garh o हिंगलाज क़िला Hinglaj Qila) és un antic fort a la vora del poble de Navali al tehsil de Bhanpura, districte de Mandsaur a Madhya Pradesh. És a 165 km de Mandsaur. Disposa de 4 portes: Patanpol, Surajpol, Katrapol i Mandaleshwaripol, les tres primeres a l'est i la darrera a l'oest. El temple de la deessa Hinglaj està situat al sud junt amb altres temples.

## Història
Duu el nom de la deessa Hinglaj la patrona dels kshatriyes. El temple d'Hinglaj està construït en el fort. Els khsatriyes es van traslladar de Balutxistan a l'Índia i van portar el culte de la deessa amb ells. Un temple dedicat a Hinglaj fou fundat pels mauryes i la regió fou coneguda amb el nom de Hinglaj Tekri; després els mauryes van construir el fort anomenat Hinglajgarh. La fortalesa va arribar a la seva màxima importància durant la dinastia paramara; diverses escultures de períodes diferents es conserven a llocs diferents de la fortalesa, especialment dels guptes i paramares, sent les més antigues del segle IV o V. El segle xii el fort fou ocupat per Halu un rajput Hada, i després va passar al clan Chandrawat destacant Gopal Singh. Posteriorment va passar als musulmans. Al segle xviii va passar a Holkar (estava situat a uns 210 km al nord d'Indore) i era considerar inexpugnable però els britànics el van assaltar el 3 de juliol de 1804 per mitjà d'un destacament dirigit pel major Sinclair, que va tenir molt poques baixes.

## Galeria

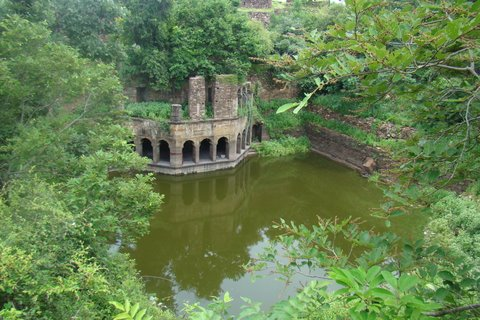
Hinglaj Fort Surajkund
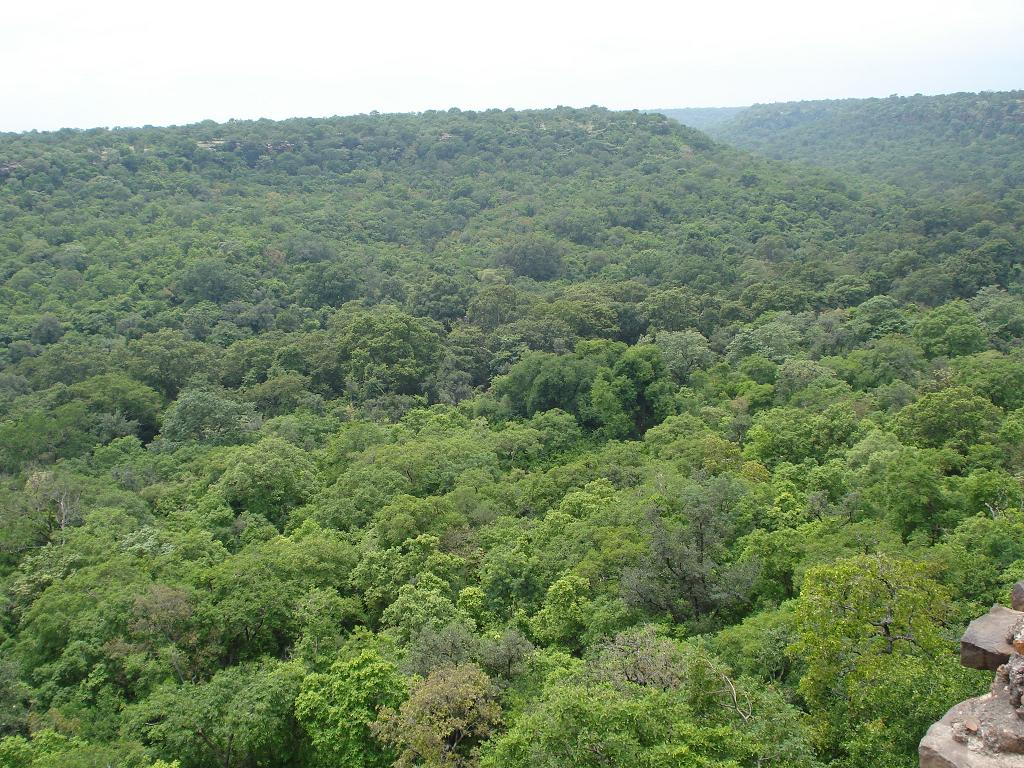
Hinglaj Fort i selva
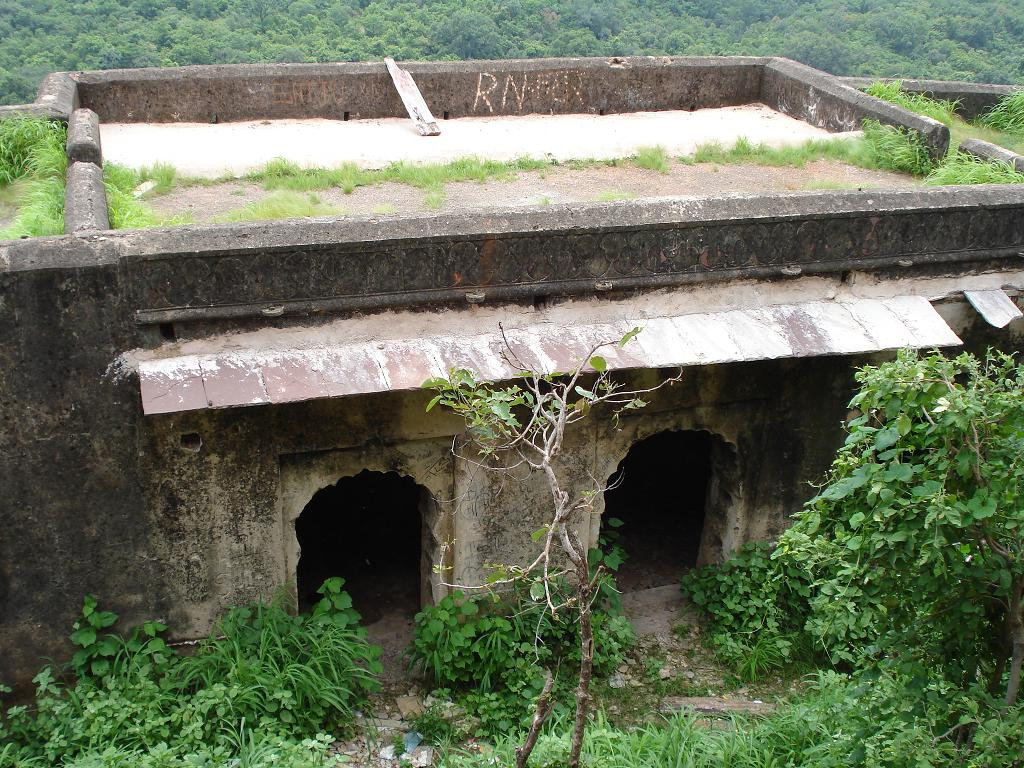
Hinglaj Fort Rani Mahal
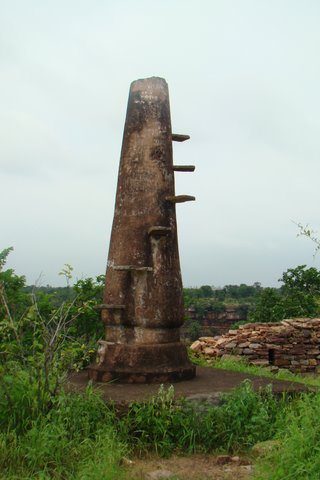
Hinglajgarh Tirtham
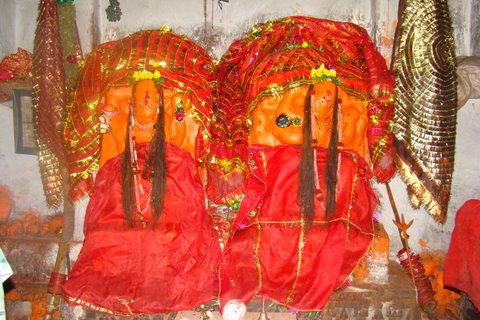
Deessa Hinglaj
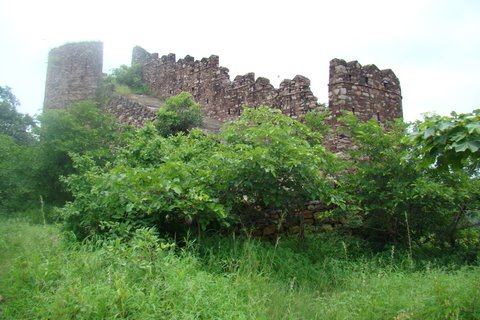
Hinglaj Fort Fatehburj
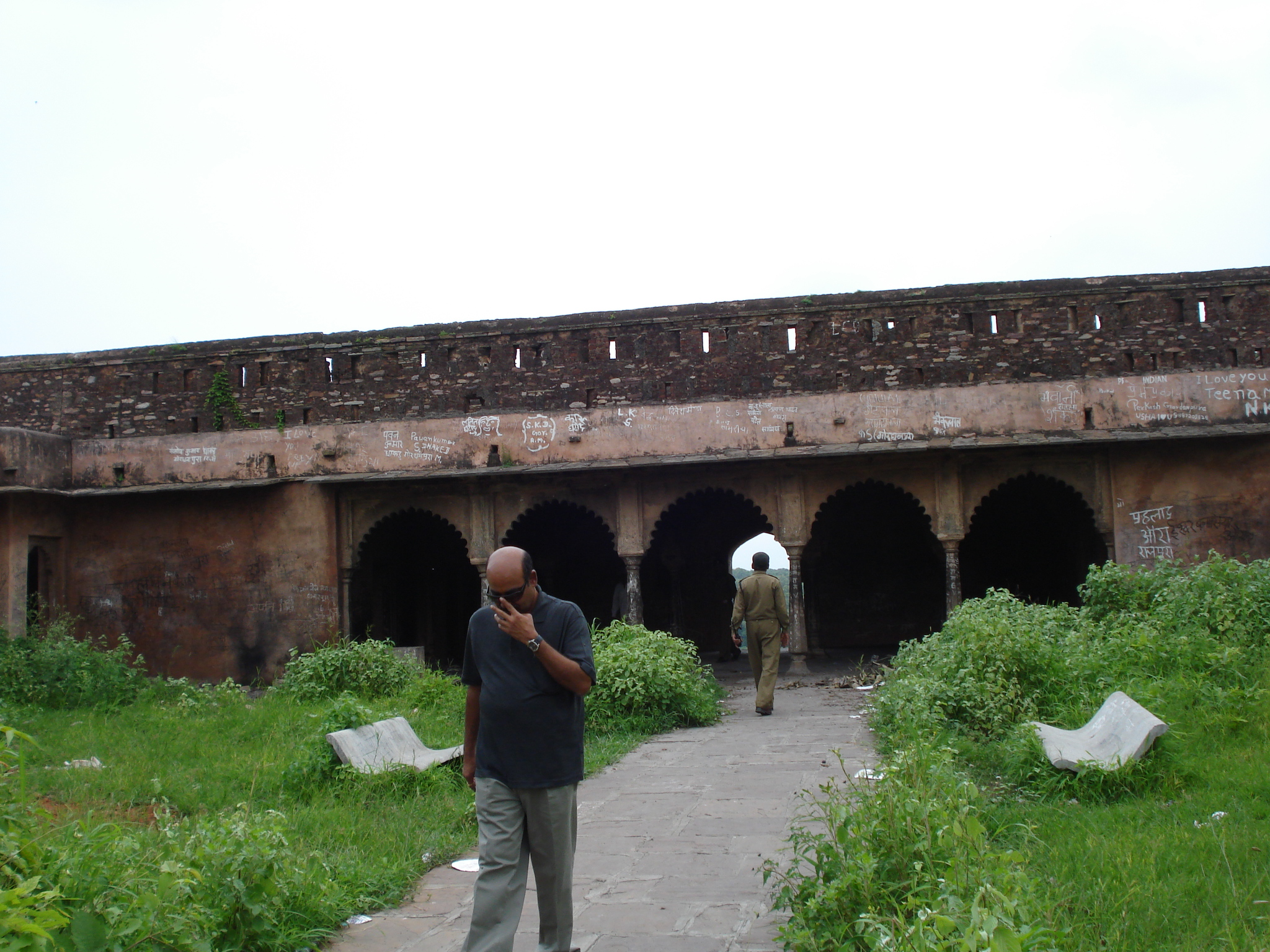
Hinglaj Fort Darbar Hall